# Torneo de Reserva 1989-90
El Torneo de Reserva 1989-90 fue la cuadragésimo novena edición del certamen organizado por la Asociación del Fútbol Argentino.
Participaron un total de 15 equipos, todos participantes de la Primera División 1989-90.
El certamen consagró campeón por décima vez en su historia a Independiente, tras vencer por 2 a 0 a Ferro Carril Oeste en el desempate.

## Equipos
De los 20 equipos, participaron 15 en esta edición ya que Mandiyú, Talleres de Córdoba, Instituto de Córdoba, Racing de Córdoba y Chaco For Ever desistieron:
| Equipo                      | Ciudad       |
| --------------------------- | ------------ |
| Argentinos Juniors          | Buenos Aires |
| Boca Juniors                | Buenos Aires |
| Español                     | Buenos Aires |
| Estudiantes de La Plata     | La Plata     |
| Ferro Carril Oeste          | Buenos Aires |
| Gimnasia y Esgrima La Plata | La Plata     |
| Independiente               | Avellaneda   |
| Newell's Old Boys           | Rosario      |
| Platense                    | Florida      |
| Racing                      | Avellaneda   |
| River Plate                 | Buenos Aires |
| Rosario Central             | Rosario      |
| San Lorenzo de Almagro      | Buenos Aires |
| Unión                       | Santa Fe     |
| Vélez Sarsfield             | Buenos Aires |

### Distribución geográfica de los equipos
| Región                 | Cant. | Equipos |
| ---------------------- | ----- | --- |
| Ciudad de Buenos Aires | 7     | Argentinos Juniors, Boca Juniors, Español, Ferro Carril Oeste, River Plate, San Lorenzo de Almagro y Vélez Sarsfield |
| Conurbano bonaerense   | 3     | Independiente, Platense y Racing                                                                                     |
| Provincia de Santa Fe  | 3     | Newell's Old Boys, Rosario Central y Unión                                                                           |
| Ciudad de La Plata     | 2     | Estudiantes de La Plata y Gimnasia y Esgrima La Plata                                                                |

## Sistema de disputa
Se llevó a cabo en dos ruedas, por el sistema de todos contra todos, invirtiendo la localía. La tabla final de posiciones del torneo se estableció por acumulación de puntos. El ganador se consagró campeón.

## Tabla de posiciones
| Pos. | Equipo                      | Pts. | J  | DG  | GF |
| ---- | --------------------------- | ---- | -- | --- | -- |
| 1.°  | Independiente               | 40   | 28 | 28  | 57 |
| 2.°  | Ferro Carril Oeste          | 40   | 28 | 22  | 40 |
| 3.°  | Boca Juniors                | 34   | 27 | 12  | 36 |
| 4.°  | Estudiantes de La Plata     | 33   | 28 | -1  | 31 |
| 5.°  | Gimnasia y Esgrima La Plata | 31   | 28 | 3   | 27 |
| 6.°  | Vélez Sarsfield             | 30   | 28 | 4   | 35 |
| 7.°  | Argentinos Juniors          | 28   | 28 | 6   | 41 |
| 8.°  | Unión                       | 27   | 28 | -2  | 28 |
| 9.°  | River Plate                 | 25   | 27 | -1  | 30 |
| 10.° | Newell's Old Boys           | 23   | 26 | -1  | 32 |
| 11.° | Rosario Central             | 21   | 28 | 1   | 34 |
| 12.° | Dep. Español                | 19   | 27 | -13 | 20 |
| 13.° | Racing                      | 19   | 28 | -16 | 23 |
| 14.° | Platense                    | 17   | 26 | -17 | 23 |
| 15.° | San Lorenzo de Almagro      | 17   | 27 | -25 | 15 |

|  | Desempate. |

## Resultados

### Primera rueda
| Local                       | Resultado | Visita                  |
| --------------------------- | --------- | ----------------------- |
| Unión                       | 0 - 0     | Independiente           |
| Independiente               | 1 - 1     | Newell's Old Boys       |
| Boca Juniors                | 1 - 2     | Independiente           |
| Independiente               | 3 - 4     | Argentinos Juniors      |
| Platense                    | 0 - 2     | Independiente           |
| Independiente               | 10 - 0    | San Lorenzo de Almagro  |
| Independiente               | 4 - 2     | Racing                  |
| Gimnasia y Esgrima La Plata | 3 - 0     | Independiente           |
| Independiente               | -         | Rosario Central         |
| River Plate                 | 1 - 1     | Independiente           |
| Independiente               | 1 - 1     | Dep. Español            |
| Vélez Sarsfield             | 2 - 1     | Independiente           |
| Independiente               | 0 - 1     | Ferro Carril Oeste      |
| Independiente               | 4 - 1     | Estudiantes de La Plata |

### Segunda rueda
| Local                   | Resultado | Visita                      |
| ----------------------- | --------- | --------------------------- |
| Independiente           | 3 - 0     | Unión                       |
| Newell's Old Boys       | 1 - 2     | Independiente               |
| Independiente           | 4 - 2     | Boca Juniors                |
| Argentinos Juniors      | 1 - 1     | Independiente               |
| Independiente           | 3 - 1     | Platense                    |
| San Lorenzo de Almagro  | 0 - 1     | Independiente               |
| Racing                  | 1 - 2     | Independiente               |
| Independiente           | 1 - 1     | Gimnasia y Esgrima La Plata |
| Estudiantes de La Plata | 0 - 2     | Independiente               |
| Rosario Central         | 1 - 2     | Independiente               |
| Independiente           | 1 - 1     | River Plate                 |
| Dep. Español            | 1 - 2     | Independiente               |
| Independiente           | 2 - 1     | Vélez Sarsfield             |
| Ferro Carril Oeste      | 1 - 1     | Independiente               |

## Desempate
|  | Independiente  | 2:0     | Ferro Carril Oeste |  |  |
|  | Muñoz · Correa | Reporte |                    |  |  |

|                                   |
|                                   |
| Campeón Independiente 10.º título |